# Удемансіелла слизиста
 
Удемансіелла слизиста, удемансіелла слизька (Oudemansiella mucida) — вид грибів роду Удемансіелла (Oudemansiella). Сучасну біномінальну назву надано у 1910 році.

## Будова
Напівпрозора слизька біла шапинка та пластини — діаметром 2-8 см. В центрі часто має вохряну пляму. Споровий порошок білий. Ніжка струнка від 3 до 10 см. На ніжці помітні вертикальні борозни над кільцем.

## Назва
В англійській мові має назву «порцеляновий гриб» (англ. porcelain fungus), «гриб яйце-пашот» (англ. Poached Egg fungus) та «слизька букова шапинка» (англ. slimy beech cap).
Вперше описаний Генріхом Шрадером у 1794 як Agaricus mucidus. Австрійський біолог Франц Хьонель заніс цей вид грибі у рід Удемансіелла в 1910 р.

## Життєвий цикл
Плодові тіла з'являються у серпні — листопаді.

## Поширення та середовище існування
Росте у букових лісах на відмерлій деревині.

## Практичне використання
Істівний після приготування. Гриб вирощують у штучних умовах в Кореї.
Використовується як «фунгіцид» у сільському господарстві, оскільки повністю зупиняє ріс грибів конкурентів.

## Галерея

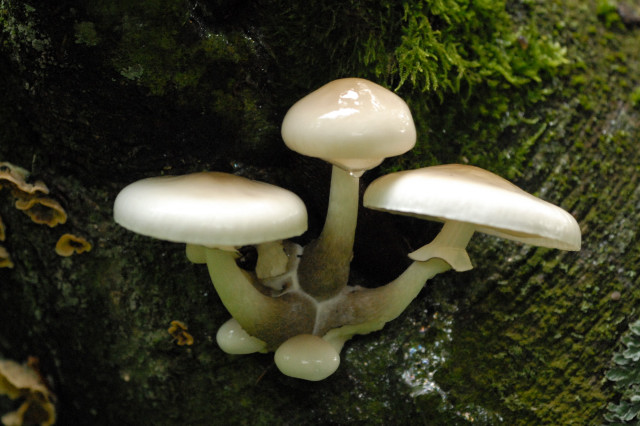
Група грибів
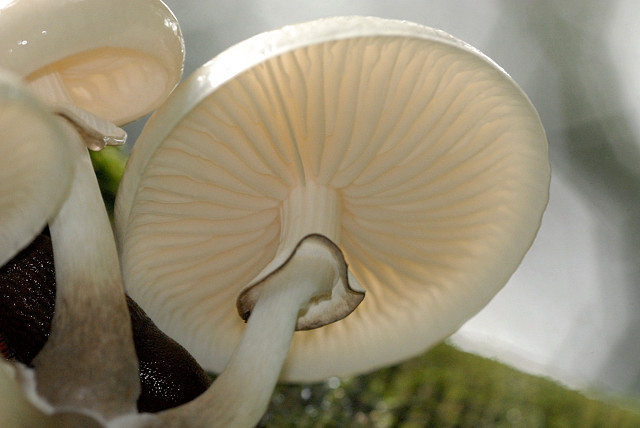
Пластини та смуги на ніжці
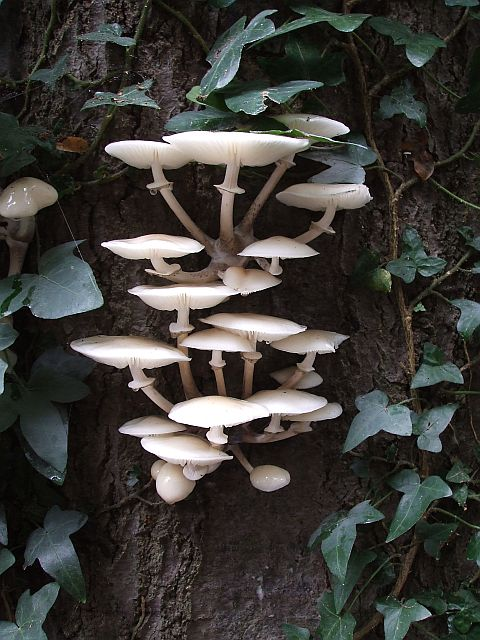
Група Oudemansiella mucida
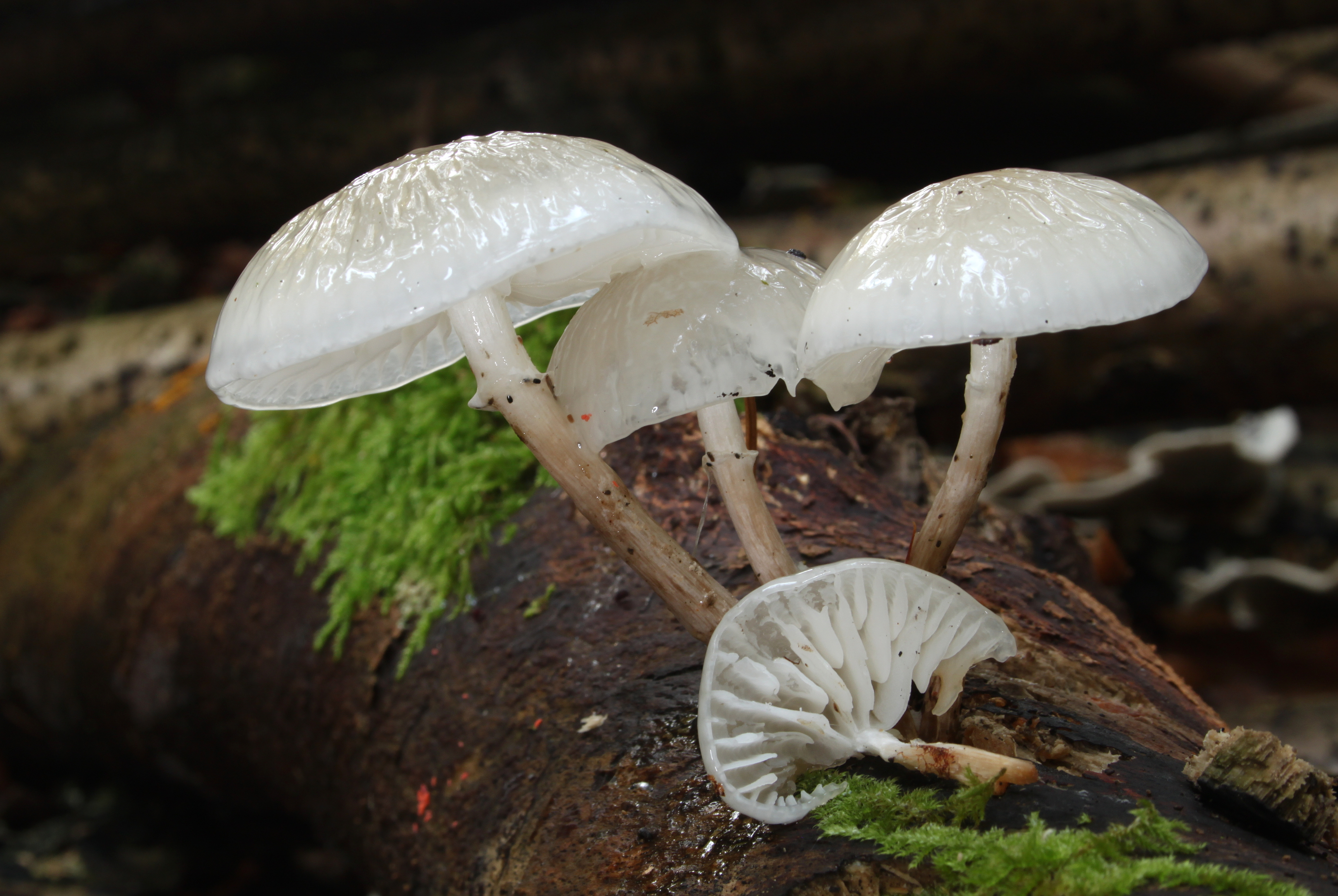
Напівпрозорі гриби